# Laura Abbot
Pour les articles homonymes, voir Abbot.
Laura Abbot est une écrivaine américaine spécialisée dans les romances chez Harlequin Enterprises.

## Biographie
Laura Abbot est née à Kansas City. Elle a enseigné au lycée pendant plus de 25 ans. Devenue retraitée, elle s'est installée avec son mari Larry à Beaver Lake près de Eureka Springs dans l'Arkansas et a commencé une deuxième carrière en tant que romancière. Elle a été publiée chez Harlequin Enterprises en 1994 et a gagné des prix dont une nomination en 2003 au Romantic Times award de la meilleure SuperRomance Harlequin pour Promesses d'automne.

## Œuvre
Livres publiés en français
- Le rêve de Marie, Harlequin, 1997 ((en) This christmas	Harlequin, 1996)Publié dans la collection Amours d'aujourd'hui
- Une femme téméraire, Harlequin, 1997 ((en) Where there's smoke, 1997)Publié dans la collection Amours d'aujourd'hui
- L'amour pour ambition, Harlequin, 2000 ((en) Trial courtship, 1999)Publié dans la collection Amours d'aujourd'hui
- Un refuge pour aimer, Harlequin, 2005 ((en) A summer place, 2002)Publié dans la collection Émotions
- Le sourire du bonheur, Harlequin, 2005 ((en) The wrong man, 2004)Publié dans la collection Émotions
- Des secrets trop bien gardés, Harlequin, 2011 ((en) A letter for Annie, 2009)Publié dans la collection Prélud'
- Promesses d'automne, Harlequin, 2008 ((en) My name is Nell, 2003)Publié dans la collection Prélud'
- Un été à Belleporte, Harlequin, 2012 ((en) Belleporte Summer, 2011)Publié dans la collection Prélud'